# Omar Mohamed (gymnastique)
Pour les articles homonymes, voir Omar Mohamed.
Omar Mohamed Fathy (en arabe : عمرو محمد فتحي), né le 10 février 1999 à Alexandrie, est un gymnaste artistique égyptien.

## Carrière
Omar Mohamed remporte cinq médailles aux Championnats d'Afrique de gymnastique artistique 2018 à Swakopmund : deux médailles d'or au concours général individuel et au sol, deux médailles d'argent au concours par équipes et au saut de cheval, et une médaille de bronze aux barres parallèles.
Il obtient la médaille d'or du concours général individuel aux Championnats d'Afrique de gymnastique artistique 2021, se qualifiant ainsi pour les Jeux olympiques de Tokyo.
Aux Championnats d'Afrique de gymnastique artistique 2022 au Caire, il remporte la médaille d'or du concours par équipes, aux anneaux, aux barres parallèles, au saut de cheval et au sol, et la médaille d'argent au concours général individuel.
Il est médaillé d'or du concours général individuel ainsi que du concours par équipes aux Championnats d'Afrique de gymnastique artistique 2023 à Pretoria.
Il est médaillé d'or du concours général individuel ainsi que du concours par équipes et médaillé d'argent aux anneaux, à la barre fixe, aux barres parallèles, au saut de cheval et au sol aux Championnats d'Afrique de gymnastique artistique 2024 à Marrakech.